# Labyrintsjöpung
Labyrintsjöpung (Botryllus leachii) är en sjöpungsart som först beskrevs av Savigny 1816.  I den svenska databasen Dyntaxa används istället namnet Botrylloides leachii. Enligt Catalogue of Life ingår labyrintsjöpung i släktet Botryllus och familjen Styelidae, men enligt Dyntaxa är tillhörigheten istället släktet Botrylloides och familjen Styelidae. Arten är reproducerande i Sverige. Inga underarter finns listade i Catalogue of Life.